# Samurai 7
Samurai 7 ist eine Anime-Fernsehserie mit 26 Folgen, die auf dem Film Die sieben Samurai von Akira Kurosawa basiert.

## Handlung
In einer fernen Zukunft wird auf einem Planeten ein langer Krieg zwischen mechanisierten Samurai ausgefochten. Als die Kämpfe endlich zugunsten eines unsicheren Friedens beendet werden, sehen sich viele dieser Samurai ihrer Lebensgrundlage beraubt. Einige schließen sich daher zu Gruppen zusammen und werden Nobuseri, die Dörfer überfallen und die Reisernte rauben. Das Dorf Kanna möchte sich zur Wehr setzen und entsendet Mikumari Kirara mit Unterstützung ihrer kleinen Schwester Komachi und dem Bauern Rikichi in die Hauptstadt. Dort sollen sie Samurai anheuern, die ihrem Dorf helfen sollen. Die Suche verläuft zuerst wenig erfolgreich, da sie nichts außer Reis anzubieten haben. Bei der Suche werden sie plötzlich beraubt, doch zum Glück ist der Samurai Katsuhiro da und hilft ihnen. Bei der weiteren Suche treffen Kirara und ihre beiden Begleiter Kambei, einen hervorragenden und hilfsbereiten Samurai, der sich ihnen anschließt. Letztendlich versammeln sich sieben Samurai, darunter Kambei als Anführer, der junge Katsushiro, der Kirara beschützen möchte, Heihachi, Kyuzo, Shichiroji, Kikuichiyo und Gorobei.

## Produktion und Veröffentlichungen
Die Umsetzung des Animes fand bei Studio GONZO statt, Regie führte Toshifumi Takizawa. Das Charakter-Design stammt von Hideki Hashimoto und Takuhito Kusanagi, künstlerischer Leiter war Hiromasa Ogura. Die Serie wurde erstmals in Japan vom 12. Juni bis zum 25. Dezember 2004 auf dem Sender SkyPerfecTV ausgestrahlt.
Der Anime wurde auf Englisch von den Sendern Animania, Animax, Independent Film Channel und Razer ausgestrahlt. Buzz Channel und Cuatro sendeten die Serie auf Spanisch, GMA Network auf Tagalog und Animax Latin America und RTP auf Portugiesisch. Außerdem wurde der Anime auf Französisch, Russisch und Italienisch übersetzt.
In Deutschland erschien die Serie ab November 2005 bei Panini Video. Ab 1. Oktober 2007 strahlte der Sender Animax die Serie auf Deutsch aus.

### Synchronisation
| Rolle              | Japanische Synchronsprecher (Seiyū) | Deutsche Synchronsprecher |
| ------------------ | ----------------------------------- | ------------------------- |
| Kambei Shimada     | Masaki Terasoma                     | Detlef Bierstedt          |
| Kikuchiyo          | Kuwata Kong                         | Hans Bayer                |
| Heihachi Hayashida | Junji Inukai                        | Heiko Obermöller          |
| Katsushiro Okamoto | Romi Paku                           | Julien Haggège            |
| Kyuzo              | Shin’ichirō Miki                    | Markus Pfeiffer           |
| Shichiroji         | Tōru Kusano                         | Simon Roden               |
| Gorobei Katayama   | Tetsu Inada                         | Volker Wolf               |
| Komachi Mikumari   | Chiwa Saitō                         | Katja Liebing             |
| Kirara Mikumari    | Fumiko Orikasa                      | Marie Bierstedt           |
| Masamune           | Tomomichi Nishimura                 | Matthias Haase            |
| Ukyo               | Takehito Koyasu                     | Norman Matt               |
| Rikichi            | Tadahisa Saizen                     | Stephan Schleberger       |

### Musik
Die Musik der Serie stammt von Eitetsu Hayashi und Kaoru Wada. Der Vorspanntitel Unlimited wurde gesungen von Nanase Aikawa. Rin' produzierte Fuhen (普遍) für den Abspann.

## Adaptionen
Zu Samurai 7 erschien von 2005 bis 2006 eine siebenbändige Light-Novel-Reihe von Atsuhiro Tomioka. Am 25. Mai 2006 wurde ein PlayStation-2-Spiel veröffentlicht.

## Rezeption
Die Fachzeitschrift MangasZene beschrieb den Anime als „gelungene modernisierte Umsetzung des Kurosawa-Klassikers“. Die Motive der Vorlage würden recht gut eingefangen und das schlichte Charakter-Design und die Umgebung erzeugten eine stimmige Atmosphäre. Der cyber-punk-artigen Welt werde klassische japanische Musik entgegengesetzt. Die Animationen würden jedoch nicht die Erwartungen erfüllen, auch wenn die Computeranimationen sich gut einfügen würden. Die Charaktere seien sympathisch und würden in ihre Rollen hineinwachsen, dazu beinhalte die Serie eine „gute Ladung Action“.